# Elephantulus fuscus
Elephantulus fuscus é uma espécie de musaranho-elefante da família Macroscelididae. Pode ser encontrada no sul da Zâmbia, Maláui e sudoeste de Moçambique.